# Balantiopsis crocea
Balantiopsis crocea là một loài rêu trong họ Balantiopsaceae. Loài này được Herzog mô tả khoa học đầu tiên năm 1939.